# Heilig Hartbeeld (Limbricht)
Het Heilig Hartbeeld is een standbeeld in de Nederlandse plaats Limbricht in Sittard-Geleen in de provincie Limburg.

## Achtergrond
Pastoor Rutten, die tot 1919 in Limbricht stond, nam het initiatief om een Heilig Hartmonument op te richten en maakte daarvoor zelf een schetsontwerp van een kapel met beeld. De Roermondse beeldhouwer Jean Geelen kreeg de opdracht het Heilig Hartbeeld te maken.Het monument werd geplaatst op de hoek van de Dorpsstraat en de provinciale weg Sittard-Born, waar het op 5 juni 1921 werd geïntroniseerd. Wegens wegverbreding werd het monument in september 1936 afgebroken en tijdelijk opgeslagen. Op initiatief van pastoor De Gronckel werd het een aantal jaren later herplaatst in een plantsoen aan de zuidwestzijde van de Nieuwe Sint-Salviuskerk. Het werd daar op paaszondag 9 april 1939 opnieuw ingezegend door deken Haenraets uit Sittard.

## Beschrijving
Het beeld is geplaatst in een open kapel van Kunradersteen of Nivelsteiner zandsteen.

## Waardering
Het beeldhouwwerk werd in 2001 als rijksmonument opgenomen in het monumentenregister, het is onder meer "van cultuurhistorische waarde als bijzondere uitdrukking van een culturele en geestelijke ontwikkeling. De architectuurhistorische waarden worden bepaald door het streekgebonden materiaalgebruik. Het H.Hartbeeld vormt een functionele eenheid met de nabijgelegen kerk en pastorie en is vanwege de situering van belang voor het aanzien van Limbricht".